# Puqian, Guangdong
Puqian (kinesiska: 埔前) är en köping i sydöstra Kina. Det ligger i stadsdistriktet Yuancheng i staden Heyuan i provinsen Guangdong, omkring 150 kilometer öster om provinshuvudstaden Guangzhou. Antalet invånare är 75006. Befolkningen består av 36 832 kvinnor och 38 174 män. Barn under 15 år utgör 15,0 %, vuxna 15-64 år 79 %, och äldre över 65 år 5,0 %.